# Kepler-6
Kepler-6 là sao khổng lồ màu vàng nằm trong chòm sao Thiên Nga. Ngôi sao nằm trong tầm quan sát của Sứ mệnh Kepler (hoạt động do thám của tàu vũ trụ cùng tên), nơi đã phát hiện ra nó như một phần trong sứ mệnh khám phá các hành tinh giống Trái Đất do NASA thực hiện. Kepler-6, lớn hơn một chút, giàu kim loại hơn, mát hơn một chút và nặng hơn Mặt Trời, được quay quanh bởi ít nhất một hành tinh ngoài hệ Mặt Trời, có kích thước tương đương Sao Mộc tên là Kepler-6b quay quanh quỹ đạo gần với ngôi sao của nó.
Kepler-6 khuếch tán nhẹ hơn Sao Mộc, có bán kính khoảng 1,323 R J. Kepler-6b quay quanh quỹ đạo ở khoảng cách trung bình là 0,456 AU so với ngôi sao của nó và hoàn thành quỹ đạo sau mỗi 3,234 ngày. Độ lệch tâm của quỹ đạo hành tinh được giả định là 0, là của quỹ đạo tròn.

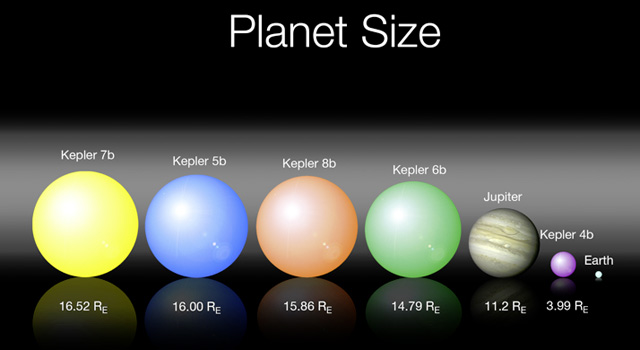
Hình ảnh thể hiện kích thước tương đối của 5 hành tinh đầu tiên được khám phá bởi tàu vũ trụ Kepler. Kepler-6b chỉ lớn hơn Sao Mộc, hiển thị màu xanh lá cây.

| Thiên thể đồng hành (thứ tự từ ngôi sao ra) | Khối lượng | Bán trục lớn (AU) | Chu kỳ quỹ đạo (ngày) | Độ lệch tâm | Độ nghiêng | Bán kính |
| ------------------------------------------- | ---------- | ----------------- | --------------------- | ----------- | ---------- | -------- |
| b                                           | 0.669 MJ   | 0.04567           | 3.2347                | 0           | —          | 1.323 RJ |